# Alcedo pusilla
Alcedo pusilla é uma espécie de ave da família Alcedinidae.
Pode ser encontrada nos seguintes países: Austrália, Indonésia, Papua-Nova Guiné e Ilhas Salomão.
Os seus habitats naturais são: florestas de mangal tropicais ou subtropicais.